# Andi Muise
Amanda Elizabeth Janet Muise, chiamata semplicemente Andi (North Bay, 12 gennaio 1987), è una modella canadese.

## Carriera
Di origini irlandesi, francesi ed indiane, Andie Muise viene scoperta 
all'età di quattordici anni mentre era in un negozio a Barrie in Ontario da Michèle Miller, proprietaria di una agenzia di moda internazionale, che aveva lanciato anche Jessica Stam. All'età di diciassette anni quindi Andi Muise si trasferisce a New York e nel 2004 debutta nel mondo della moda, sfilando per Badgley Mischka, James Coviello e Shannon Stokes.
In seguito la modella lavorerà anche per Emporio Armani, Oscar de la Renta, Lacoste e Dolce & Gabbana, oltre a comparire sulle copertine di GQ, Harper's Business ed Allure, ed essere testimonial per Bloomingdale's, Intimissimi, Pantène Pro-V, Kenneth Cole, Nike e Urban Outfitters. Nel 2005 ha preso parte al decimo fashion show annuale di Victoria's Secret, per il quale aveva già sfilato nel 2006 e nel 2007. Nel 2006, Fashion TV ha realizzato un documentario sulla sua vita.

## Agenzie
- DNA Model Management
- Michèle Miller Barrie
- Premier Model Management Londra
- WHY NOT Milano
- Nathalie Paris
- Marilyn New York
- Elite Barcelona
- Vivienne Germany